# Tibiocillaria magnifica
Tibiocillaria magnifica är en fjärilsart som beskrevs av Robinson 1975. Tibiocillaria magnifica ingår i släktet Tibiocillaria och familjen nattflyn. Inga underarter finns listade i Catalogue of Life.